# Clémence Botino
Clémence Botino (sinh ngày 22 tháng 1 năm 1997) là một người mẫu và hoa hậu, cô đã đăng quang Hoa hậu Pháp 2020. Cô đại diện cho Pháp tại Hoa hậu Hoàn vũ 2021 và Hoa hậu Thế giới 2023.

## Tiểu sử
Đam mê thời trang, cô bắt đầu quan tâm đến âm nhạc trong thời niên thiếu và trở thành nghệ sĩ dương cầm sau đó trở thành vũ công, đặc biệt là salsa.
Cô đỗ bằng tú tài khoa học được đánh giá là "rất tốt" vào năm 2014. Ở tuổi 17, cô sống một năm ở Hoa Kỳ và theo học tại một trường quốc tế ở Miami, để hoàn thiện tiếng Anh của mình.
Sau hai năm cô học dự bị khóa học văn học tại Lycée Gerville-Réache, cô chuyển đến Paris vào năm 2018 để học năm thứ ba lấy bằng và sau đó vào năm đầu tiên lấy bằng thạc sĩ về lịch sử nghệ thuật tại Đại học Sorbonne; cô chuyên nghiên cứu về lịch sử thời trang với tham vọng, vào thời điểm cô đăng quang Hoa hậu Pháp, sẽ trở thành người phụ trách di sản.

## Các cuộc thi sắc đẹp

### Hoa hậu Guadeloupe 2019
Vào ngày 3 tháng 8 năm 2019, cô đăng quang Hoa hậu Guadeloupe 2019, kế nhiệm Ophély Mézino.

### Hoa hậu Pháp 2020

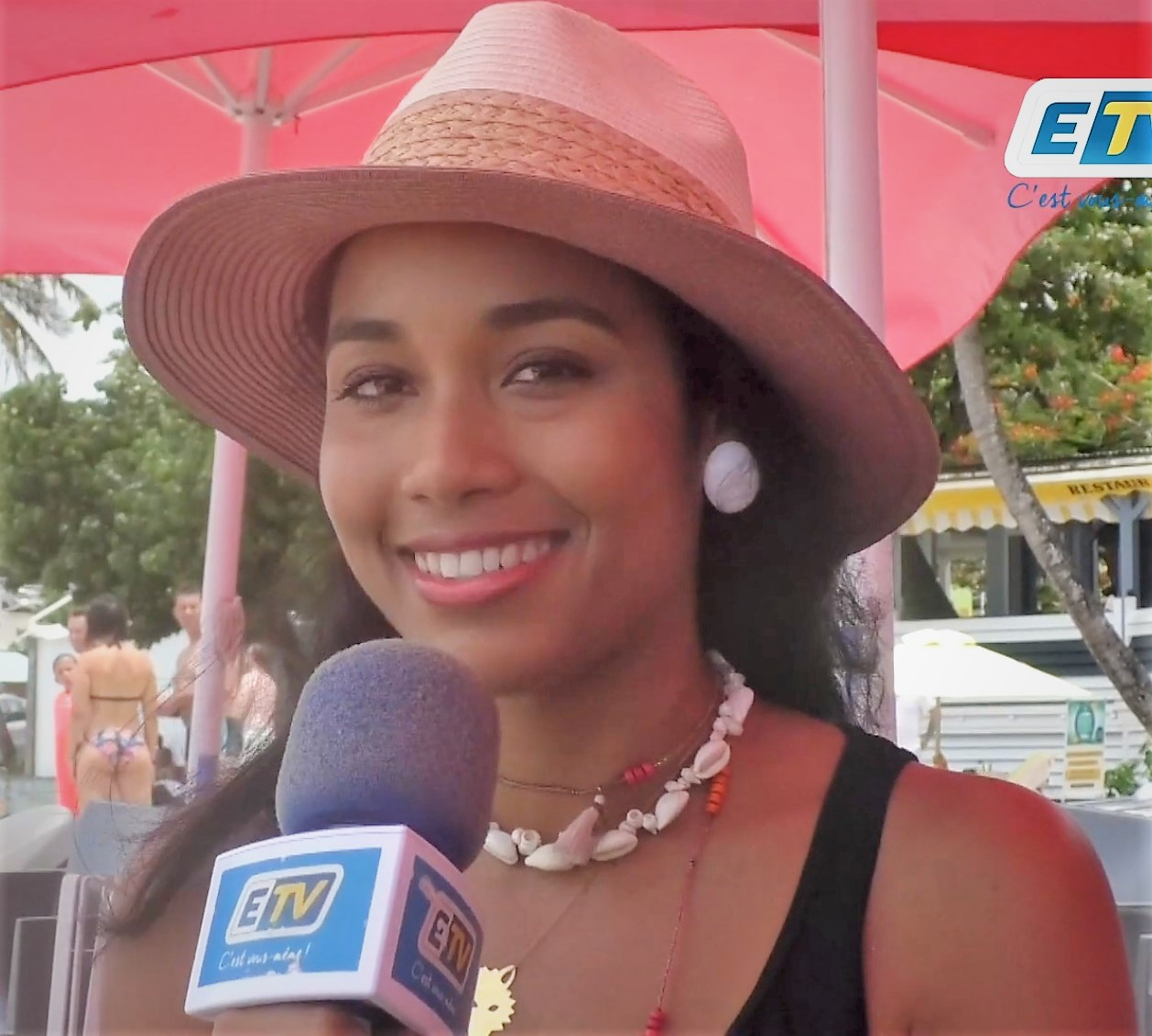
Botino vào năm 2019

Vào ngày 14 tháng 12 năm 2019, tại Dôme de Marseille, Clémence Botino đã đăng quang Hoa hậu Pháp 2020 với 31,95% phiếu bầu của công chúng, chiến thắng sít sao trước Lou Ruat (Hoa hậu Provence) với 30,66%. Cô kế nhiệm Vaimalama Chaves, Hoa hậu Pháp 2019, và trở thành Hoa hậu Guadeloupe thứ ba đăng quang Hoa hậu Pháp sau Véronique de la Cruz vào năm 1993 và Corinne Coman năm 2003. Trước khi cô đăng quang, vào đầu tháng 12, Clémence Botino đã về nhất trong cuộc thi văn hóa chung của cuộc thi Hoa hậu Pháp, với số điểm 17,5 trên 20. Cô kết thúc nhiệm kỳ Hoa hậu Pháp vào ngày 19 tháng 12 năm 2020 sau khi trao vương miện cho người kế nhiệm Amandine Petit trong cuộc thi Hoa hậu Pháp 2021, được tổ chức tại Puy du Fou ở Les Epesses.

### Hoa hậu Hoàn vũ 2021
Botino sẽ đại diện cho Pháp tại Hoa hậu Hoàn vũ 2021. Ban đầu cô được định đại diện cho Pháp tại Hoa hậu Hoàn vũ 2020, nhưng do xung đột về ngày có thể xảy ra giữa Hoa hậu Hoàn vũ 2021 và Hoa hậu Pháp 2022, thay vào đó, cô đã được chuyển sang Hoa hậu Hoàn vũ 2021 trong khi Petit tranh tài tại Hoa hậu Hoàn vũ 2020. Botino có kết quả xét nghiệm dương tính với COVID-19 khi đến Hoa hậu Hoàn vũ, và được đưa đến một khách sạn cách ly của chính phủ. Cô ấy đã được tiêm phòng đầy đủ và đã được kiểm tra khi khởi hành. Cô ấy đã trở lại tham gia cuộc thi sau khi được cách ly y tế mười ngày. Botino cuối cùng đã lọt vào top 10 của cuộc thi.

### Hoa hậu Thế giới 2023
Botino đã đại diện cho Pháp tại Hoa hậu Thế giới 2023 và lọt vào Top 40.